# 天主教埃爾班戈教區
天主教埃爾班戈教區（拉丁語：Dioecesis Bancoënsis）是哥倫比亞一個羅馬天主教教區，屬巴蘭基亞總教區。
教區成立於2006年1月17日，包括馬格達萊納省南部和塞薩爾省兩市。2006年有教友334,000人（佔轄區總人口85.7%）、十一個堂區、十八名司鐸。目前教區主教席位處於出缺狀態。

## 歷任主教
- 海梅·亨利·杜克·科雷亞MXY†（2006年1月17日—2013年4月13日）